# Приморск (Волгоградская область)
Примо́рск — посёлок в Быковском районе Волгоградской области России, единственный населённый пункт и административный центр Приморского сельского поселения.
С 1961 по 2003 год населённый пункт имел статус посёлка городского типа, а с 1959 по 1963 год — административный центр Приморского района.

## География
Посёлок расположен на левом берегу Волги (Волгоградское водохранилище), в Заволжье. Районный центр Быково расположен в 60 километрах севернее (вверх по течению), по трассе путь составляет около 68 км. В 5 километрах восточнее посёлка проходит трасса Р226.
Недалеко Птичье озеро.
- Затон Приморский
- Вход в затон
- Волга у посёлка

## Население
| 1959  | 1970  | 1979  | 1989  | 2002  | 2010  | 2012  |
| ----- | ----- | ----- | ----- | ----- | ----- | ----- |
| 3348  | ↗3506 | ↘3290 | ↘2733 | ↗3228 | ↘3159 | ↗3204 |
| 2013  | 2014  | 2015  | 2016  | 2017  | 2018  | 2019  |
| ↘3195 | ↘3189 | ↘3186 | ↗3205 | ↘3128 | ↘3118 | ↘3073 |
| 2020  | 2021  |       |       |       |       |       |
| ↘3021 | ↗3081 |       |       |       |       |       |

## Инфраструктура
В посёлке есть центральное теплоснабжение, магазины, газопровод, больничные и прочие учреждения здравоохранения, детский сад и Приморская средняя общеобразовательная школа с углубленным изучением отдельных предметов им. Героя Советского Союза Семёнова П. А. (на 2011 год обучалось 360 человек), отделение почтовой связи 404070, местный рынок, пекарня, молокозавод, элеватор, приход Святого Иоанна Богослова.

## История
Образован перселенцами из Горно-Водяного. Новое поселение назвали Водяное, затем, по обилию лугов, Луго-Водяное. После переселения из зоны затопления в 1959 году поселок получил новое название «Приморск».
Решением исполкома Сталинградского областного Совета депутатов трудящихся от 23 сентября 1959 года № 20/472 был зарегистрирован новый населённый пункт Приморск, возникший на территории Луго-Водяновского сельсовета Пролейского района в результате сселения в одно новое место населенных пунктов Луговая Пролейка (большей своей частью), Бирючья Балка, Калмыцкая Балка, Луго-Водяное, Луго-Широкое. Луго-Водяновский сельсовет Пролейского района с центром в посёлке Приморск был переименован в Приморский сельсовет. На основании Указа Президиума Верховного Совета РСФСР от 27 ноября 1959 года посёлок Приморск был утвержден центром Пролейского района Сталинградской области, Пролейский район переименован в Приморский.
Решением исполкома Сталинградского Совета депутатов трудящихся от 08 июля 1961 года № 13/311 § 24 посёлок Приморск Приморского сельсовета Приморского района был отнесен к категории рабочих посёлков, за ним сохранено прежнее название.
На основании Указа Президиума Верховного Совета РСФСР от 01 февраля 1963 года «Об укрупнении сельских районов и изменении подчиненности районов и городов Волгоградской области» и решения исполкома Волгоградского областного Совета депутатов трудящихся от 7 февраля 1963 года № 3/55 территория Приморского района вошла в состав Среднеахтубинского района. Решением исполнительного комитета Волгоградского областного Совета депутатов трудящихся от 18 января 1965 года № 2/35 «Об образовании Быковского, Иловлинского, Киквидзенского, Кумылженского и Светлоярского района Волгоградской области» в соответствии с Указом Президиума Верховного Совета РСФСР от 12 января 1965 года «Об изменениях в административно-территориальном делении Волгоградской области» за счёт Среднеахтубинского района в Быковский район вошёл в том числе и Приморский поселковый Совет.
Постановлением Волгоградской областной Думы от 11 сентября 2003 года № 12/407 рабочий поселок Приморск был преобразован в сельское поселение — посёлок Приморск.